# Isochromodes bellona
Isochromodes bellona är en fjärilsart som beskrevs av William Schaus 1912. Isochromodes bellona ingår i släktet Isochromodes och familjen mätare. Inga underarter finns listade i Catalogue of Life.